# Station Dalheim
Station Dalheim (Duits: Bahnhof Dalheim), is een station in Dalheim, een plaats in de gemeente Wegberg. Het station ligt aan de lijn Rheydt - Dalheim (onderdeel van de IJzeren Rijn). VIAS rail bedient het station met een uurdienst richting Mönchengladbach. Voorheen lag het ook aan de lijn Jülich - Dalheim. 
Naast kopspoor 1, dat als perronspoor fungeert, is er een tweede spoor aanwezig, dat de verbinding vormt met Nederland. Dit spoor is nog aanwezig, ondanks dat het al sinds ongeveer 1990 niet gebruikt is. De NAVO betaalt voor de overweg, waardoor de DB de wissel en het spoor in stand houdt. In het geval van oorlog eist de NAVO namelijk, dat het spoor per direct weer in gebruik kan worden genomen. Belangengroepen hebben voorstellen gedaan om deze spoorlijn onder de naam Meinlijn te reactiveren.
Naast de twee perronsporen, is er op het spoorwegterrein nog een seinhuis aanwezig. In dit seinhuis worden de in- en uitrijseinen en de spoorwissel bediend. 
0,0: Rheydt Hbf ·
1,4: Rheydt Gbf ·
5,3: Mönchengladbach-Günhoven ·
7,4: Mönchengladbach-Rheindahlen ·
9,5: Mönchengladbach-Genhausen ·
12,8: Wegberg ·
18,1: Arsbeck ·
20,1: Dalheim